# Ånnsjöns fågelstation
Ånnsjöns fågelstation är en svensk fågelstation belägen i Handöl invid Ånnsjöns fågelskyddsområde i västligaste Jämtland. Fågelstationen grundades 1988 och drivs av Föreningen Ånnsjöns fågelstation som i sin tur är en dotterförening till Jämtlands läns Ornitologiska Förening. Ånnsjön är en av få fågelstationer i Sverige som ligger i ett utpräglat häckningsområde och är den enda i fjällkedjan. Man bedriver forskning om fåglar genom ringmärkning, företrädesvis av småfåglar, samt inventeringar av fågelbestånd på myrar och fjäll i omgivningen. På grund av stationens läge i ett område som ligger på den yttersta utbredningsgränsen för många arter förväntas eventuella klimatförändringar tidigt få ett genomslag i området och därmed märkas i undersökningarna. Bland fjällfåglarna som regelbundet studeras av Ånnsjöns fågelstation finns till exempel den säregna dubbelbeckasinen vilken tillsammans med andra utpräglade fjällfåglar drar många fågelturister till området under den tidiga sommaren.